# Юзеф Гарбень
Юзеф Даніель Гарбень (Гарбєнь; пол. Józef Daniel Garbień; 11 грудня 1896, Лупків, сучасне Підкарпатське воєводство — 3 травня 1954, Цешин, Польща) — польський футболіст, нападник. Більшість спортивної кар'єри провів у «Погоні» (Львів). По завершенні кар'єри працював лікарем.

## Біографія
Навчався у школах у Стрию (до Першої світової війни грав за місцеву «Поґонь») та Львові.
У Львові грав за «Сокіл» II. З 2 серпня 1914 року — солдат Першої бригади легіонів, після її розформування був на італійському фронті. Брав участь в українсько-польських боях за Львів (1918—1919) на боці Польщі.
Після війни грав за Погонь (Львів), кілька років був капітаном команди. Чотириразовий чемпіон Польщі (1922, 1923, 1925, 1926). Найкращий бомбардир чемпіонату Польщі сезону 1926 (по 11 голів з одноклубником Вацлавом Кухаром).
Провів 8 поєдинків (2 голи) за збірну Польщі (1922—1926).
Закінчив Університет Яна Казимира у Львові, доктор медицини.
1925 року виступив з проектом розвитку лікарської опіки над спортсменами.
З 1933 року — ординатор відділу хірургії, директор лікарні ім. Пілсудського в Хшануві.

## Виступи у збірній
| № | Дата       | Місце проведення | Господарі | Рахунок | Гості     | Голи |
| - | ---------- | ---------------- | --------- | ------- | --------- | ---- |
| 1 | 28.05.1922 | Стокгольм        | Швеція    | 1 : 2   | Польща    | 74'  |
| 2 | 01.10.1922 | Загреб           | Югославія | 1 : 3   | Польща    | 74'  |
| 3 | 03.06.1923 | Краків           | Польща    | 1 : 2   | Югославія |      |
| 4 | 02.09.1923 | Львів            | Польща    | 1 : 1   | Румунія   |      |
| 5 | 10.08.1924 | Варшава          | Польща    | 1 : 0   | Фінляндія |      |
| 6 | 31.08.1924 | Будапешт         | Угорщина  | 4 : 0   | Польща    |      |
| 7 | 19.07.1925 | Краків           | Польща    | 0 : 2   | Угорщина  |      |
| 8 | 12.09.1926 | Львів            | Польща    | 6 : 1   | Туреччина |      |